# Nikolái Danilevski
Nikolái Yákovlevich Danilevski (en ruso: Никола́й Я́ковлевич Даниле́вский; gobernación de Oriol, 28 de noviembre de 1822, - Tiflis, 7 de noviembre de 1885) fue un naturalista, escritor, economista, sociólogo, político conservador, historiador, filósofo eslavófilo, etnólogo, antropólogo e ideólogo del paneslavismo ruso conocido por ser el primero en presentar la historia como una serie de civilizaciones diferentes y por escribir Rusia y Europa.